# Уйско-Санарский
У́йско-Сана́рский — посёлок в Троицком районе Челябинской области. Входит в состав Троицко-Совхозного сельского поселения.

## География
Через посёлок протекает река Уй. Ближайшие населённые пункты: посёлки Скалистый и Снежково и Крахалёвка. Расстояние до районного центра Троицка 31 км.
Рельеф — равнина (Западно-Сибирская равнина); ближайшие выс.— 219 и 220 м. Ландшафт — лесостепь.

## История
Уйско-Санарский вырос на месте выселка (из пос. Санарского), основан в 1925 на территории Нижнесанарского сельсовета Троицкого района и включавшего 9 х-в (49 жит.).
В 1930 близ поселка разместилась центральная усадьба совхоза «Троицкий» (ныне СХПК), в селе — бригада 1-го отделения совхоза.

## Население
| 2002 | 2010 |
| ---- | ---- |
| 105  | ↘97  |

По данным Всероссийской переписи, в 2010 году численность населения посёлка составляла 97 человек (49 мужчин и 48 женщин).
(в 1956 — 73, в 1959 — 86, в 1970 — 129, в 1983 — 129, в 1995 — 95)

## Улицы
Уличная сеть посёлка состоит из 2 улиц.